# Simon-François Allouveau de Montréal
Simon-François Prosper Allouveau de Montréal, né le 14 septembre 1792 au Château de la Bachellerie, à Saint-Jouvent (Haute-Vienne), mort le 17 janvier 1873 au château de la Vialle, à La Croisille-sur-Briance,(Haute-Vienne), est officier supérieur et homme politique français.

## Historique familial
Simon-François-Prosper Allouveau de Montréal est né dans une famille d'ancienne bourgeoisie originaire du Limousin, issue de Léonard Allouveau (1571-1643), juge des juridictions de Saint-Germain-les-Belles, (Haute-Vienne). 
- Joseph Allouveau (mort avant 1653), avocat en parlement, était juge des juridictions de Saint-Germain-les-Belles.
- Guillaume Allouveau (mort av.1615), était avocat au parlement de Bordeaux et procureur d'office des juridictions de Saint-Germain-les-Belles.
- Joseph Allouveau, sieur de Montréal (1658-1708), était avocat en parlement, juge des juridictions de Saint-Germain-les-Belles et de Magnac-Bourg, (Haute-Vienne). Il s'est rendu acquéreur, en 1697, du domaine de Montréal dont ses descendants ont conservé le nom. Armoiries de la famille Allouveau

Armoiries de la famille Allouveau

- Jean Pierre Allouveau de Montréal (1708-1759), était avocat en parlement, conseiller du roi, président de l'élection de Limoges. *Pierre Étienne Allouveau de Montréal (1759-1838), était avocat en parlement, maire de Saint-Germain-les-Belles, puis de La Croisille-sur-Briance.
- Son fils aîné, Mathieu Jean Étienne Allouveau de Montréal (1790-1857), était  maire de La Croisille-sur-Briance et conseiller général de la Haute-Vienne. Il est l'auteur de la branche subsistante de la famille Allouveau de Montréal. Son frère cadet , Simon-François-Prosper Allouveau de Montréal (1792-1873), objet du présent article, est resté sans alliance.

## Biographie
Élève de Saint-Cyr en 1809, colonel en 1840, général de brigade en 1848. Général de division en 1852, il commande l'armée de Rome de 1853 à 1856 . Il  est nommé sénateur du Second Empire le 9 juin 1857. Il est fait grand-officier de la  Légion d'honneur en 1853.

## Sources
- Adolphe Robert et Gaston Cougny, Dictionnaire des parlementaires français, Edgar Bourloton, 1889-1891 [détail de l’édition]
- « ALLOUVEAU de MONTRÉAL Henri Marie Valentin », sur ccomptes.fr (consulté le 31 décembre 2023)
- Ressources relatives à la vie publique :   - base Léonore
  - Sénat